# Hanadi Zakaria al-Hindi
Hanadi Zakaria al-Hindi (em árabe: هنادي زكريا الهندي) é a primeira mulher saudita a tornar-se a primeira piloto. Ela nasceu em Meca em setembro de 1978. Ela passou nos seus exames finais na Academia de Aviação Comercial do Médio Oriente em Amã, na Jordânia, no dia 15 de junho de 2005. Ela tem um contrato de dez anos com a Kingdom Holding Company príncipe Al-Waleed bin Talal como piloto do seu jacto particular, o Kingdom. Al-Waleed é considerado um defensor da emancipação feminina no mundo saudita, financiou a sua formação e afirmou na sua formatura que ele está "em total apoio às mulheres sauditas que trabalham em todos os campos". Al-Hindi obteve o certificado para voar na Arábia Saudita em 2014.
Os relatórios destacaram a ironia de que uma mulher saudita pode pilotar um avião, mas não pode dirigir um carro (embora isso tenha mudado em 2017). Al-Hindi, no entanto, não vê isso como uma contradição.